# Зеленоголовая танагра
Зеленоголовая танагра (лат. Tangara seledon) — вид птиц из семейства танагровых. Встречается на юго-востоке Бразилии, на севере Аргентины и в Парагвае. Занесена в Красную книгу МСОП (категория — LC).

## Описание
Зеленоголовая танагра достигает длины около 13 см массы 16—20 г. У взрослых самцов голова бирюзово-зелёная, яркая желтовато-зелёная полоса тянется вокруг головы от затылка до верхней части спины. Остальная часть спины чёрная, надхвостье оранжевое, а верхние кроющие перья хвоста ярко-жёлто-зелёные. Горло чёрное, грудь и верхняя часть брюха бирюзовые, нижняя часть брюха и подхвостье ярко-жёлто-зелёные. Вокруг клюва чёрные перья, а также небольшое чёрное окологлазное кольцо. Верхние кроющие перья крыльев окрашены в смесь фиолетового и синего, маховые перья чёрные с широкой ярко-зелёной окантовкой. Радужная оболочка тёмно-коричневая; клюв чёрный; ноги от тёмно-серого до чёрного цвета. Самки и молодые особи похожи на самцов, но более тусклые.

## Вокализация
Крик представлен высоким звуком «zweet», слегка восходящим и слегка жужжащим. За этой нотой иногда следуют умеренные ноты или короткое щебетание. Песня обычно слышится на рассвете и описывается как трёхсложное, повторяющееся «sit sir zweet», с последней нотой, как в крике.